# 布賴特勞伊峰
46°24′46″N 7°52′52″E / 46.41278°N 7.88111°E
布賴特勞伊峰（德語：Breitlauihorn）是瑞士瓦萊州的山峰，位於該國南部，屬於伯尔尼山的一部分，海拔高度3,655米，每年平均降雨量1,585毫米。